# Liste des plus grands lacs de barrage des États-Unis

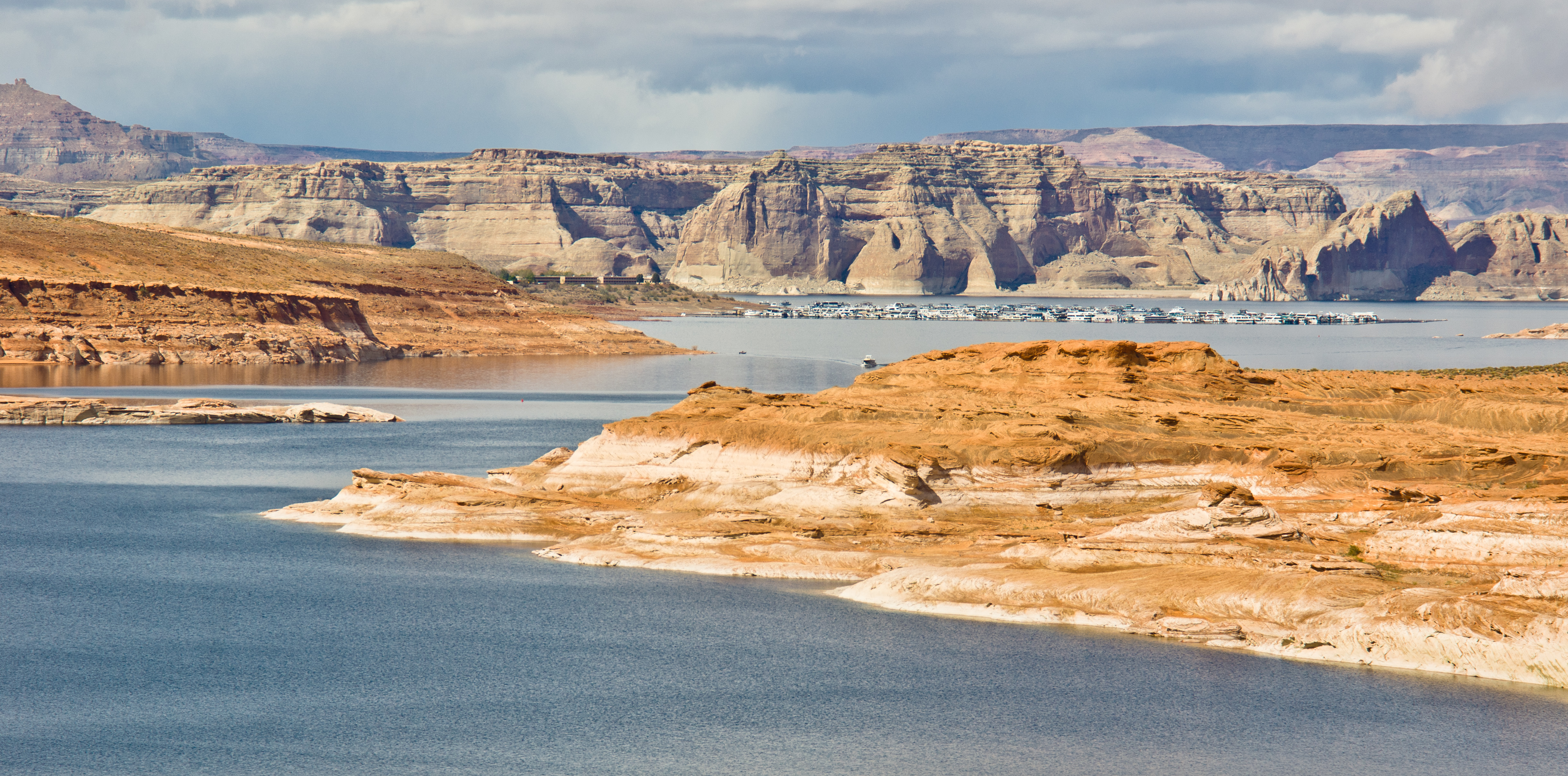
Le lac Powell, derrière le barrage de Glen Canyon, est le deuxième plus grand réservoir des États-Unis

Liste des plus grands lacs de barrage des États-Unis, compris tous les lacs artificiels d'une capacité supérieure ou égale à 1,2 km3. Les chiffres indiqués concernent la capacité de stockage maximale (bassin de crue) des réservoirs, et non le volume de stockage régulier (bassin de conservation). Cette différence est significative dans les réservoirs comme le lac Kentucky, dont la pleine capacité est près de trois fois celle de son bassin de conservation.
En raison de la sédimentation et d'autres facteurs qui affectent la capacité de stockage d'un réservoir au fil du temps, certaines données répertoriées peuvent ne pas refléter avec précision les conditions actuelles réelles dans certains réservoirs. Par exemple, Lake Mead - le plus grand réservoir des États-Unis - pourrait stocker plus de 40,1 km3 lors du premier remplissage, mais l'accumulation de sédiments l'a réduit à 35,7 km3

## Liste
| Clé | Clé                                      | Clé                    | Clé                              |
| --- | ---------------------------------------- | ---------------------- | -------------------------------- |
| Le réservoir est un lac existant élevé par un barrage ; seul le volume ajouté par le barrage est répertorié | Réservoir pas entièrement aux États-Unis | Réservoir hors courant | NF = North Fork (idem SF EF WF ) |

| Nom                                | État(s) | Coordonnées                   | Capacité       | Superficie | Barrage                               | Rivière                          | Année |
|                                    |         |                               | millions de m3 | Ha         |                                       |                                  |       |
| ---------------------------------- | ------- | ----------------------------- | -------------- | ---------- | ------------------------------------- | -------------------------------- | ----- |
| Lac Abiquiu (en)                   | NM      | 36° 16′ 35″ N, 106° 28′ 31″ O | 1471           | 5030       | Abiquiu Dam (en)                      | Rio Chama (en)                   | 1963  |
| Alamo Lake State Park (en)         | AZ      | 34° 17′ 47″ N, 113° 32′ 43″ O | 1287           | 6900       | Alamo Dam (en)                        | Bill Williams River              | 1968  |
| Allegheny Reservoir                | NY PA   | 41° 57′ 36″ N, 78° 56′ 04″ O  | 1604           | 8570       | Kinzua Dam                            | Allegheny River                  | 1965  |
| American Falls Reservoir           | ID      | 42° 54′ 29″ N, 112° 45′ 04″ O | 2063           | 23000      | American Falls Dam (en)               | Snake River                      | 1978  |
| Amistad Reservoir (en)             | COA TX  | 29° 28′ 14″ N, 101° 06′ 06″ O | 6980           | 26300      | Amistad Dam (en)                      | Rio Grande                       | 1969  |
| Arkabutla Lake (en)                | MS      | 34° 44′ 34″ N, 90° 06′ 13″ O  | 1707           | 12000      | Arkabutla Dam                         | Coldwater River (en)             | 1943  |
| Lac Banks                          | WA      | 47° 47′ 54″ N, 119° 12′ 01″ O | 1573           | 10900      | Dry Falls Dam, North Dam (en)         | Grand Coulee                     | 1949  |
| Beaver Lake (en)                   | AR      | 36° 21′ 17″ N, 93° 55′ 28″ O  | 2405           | 12800      | Beaver Dam                            | White River                      | 1966  |
| Belton Lake (en)                   | TX      | 31° 08′ 00″ N, 97° 30′ 30″ O  | 2315           | 15110      | Belton Dam                            | Leon River (en)                  | 1954  |
| Lac Bighorn                        | MT WY   | 45° 06′ 22″ N, 108° 11′ 13″ O | 1704           | 7000       | Yellowtail Dam                        | Bighorn River                    | 1967  |
| Lac de Broken Bow                  | OK      | 34° 12′ 32″ N, 94° 41′ 00″ O  | 1688           | 7300       | Broken Bow Dam                        | Mountain Fork (en)               | 1968  |
| Brownlee Reservoir                 | ID OR   | 44° 35′ 34″ N, 117° 07′ 31″ O | 1760           | 6100       | Brownlee Dam (en)                     | Snake River                      | 1958  |
| Bull Shoals Lake (en)              | AR MO   | 36° 29′ 52″ N, 92° 45′ 58″ O  | 7105           | 28830      | Bull Shoals Dam                       | White River                      | 1951  |
| Canyon Ferry Lake (en)             | MT      | 46° 31′ 15″ N, 111° 34′ 22″ O | 2464           | 14237      | Canyon Ferry Dam (en)                 | Missouri                         | 1954  |
| Cedar Creek Reservoir (en)         | TX      | 32° 16′ 08″ N, 96° 08′ 23″ O  | 1338           | 14000      | Joe B. Hogsett Dam                    | Cedar Creek (en)                 | 1965  |
| Center Hill Lake (en)              | TN      | 36° 01′ 42″ N, 85° 45′ 17″ O  | 2580           | 7370       | Center Hill Lake (en)                 | Caney Fork                       | 1948  |
| Cherokee Lake                      | TN      | 36° 15′ 57″ N, 83° 22′ 17″ O  | 1901           | 11650      | Cherokee Dam (en)                     | Holston River                    | 1941  |
| Dale Hollow Reservoir (en)         | KY TN   | 36° 36′ 41″ N, 85° 18′ 40″ O  | 2104           | 11200      | Dale Hollow Reservoir (en)            | Obey River (en)                  | 1943  |
| DeGray Lake (en)                   | AR      | 34° 14′ 36″ N, 93° 11′ 29″ O  | 1699           | 7300       | DeGray Lake (en)                      | Caddo River                      | 1972  |
| Don Pedro Reservoir                | CA      | 37° 46′ 46″ N, 120° 21′ 43″ O | 2504           | 5240       | New Don Pedro Dam (en)                | Tuolumne River                   | 1971  |
| Lac Douglas                        | TN      | 35° 59′ 33″ N, 83° 22′ 20″ O  | 1802           | 11500      | Douglas Dam (en)                      | French Broad River               | 1943  |
| Dworshak Reservoir                 | ID      | 46° 36′ 38″ N, 116° 06′ 27″ O | 4280           | 6644       | Dworshak Dam                          | North Fork Clearwater River (en) | 1973  |
| Elephant Butte Reservoir (en)      | NM      | 33° 18′ 35″ N, 107° 09′ 58″ O | 2547           | 14562      | Elephant Butte Dam (en)               | Rio Grande                       | 1916  |
| Enid Lake (en)                     | MS      | 34° 09′ 05″ N, 89° 48′ 32″ O  | 1497           | 11000      | Enid Dam                              | Yocona River (en)                | 1952  |
| Lac Eufaula                        | OK      | 35° 17′ 19″ N, 95° 32′ 33″ O  | 4685           | 42000      | Eufaula Dam (en)                      | Canadian River                   | 1964  |
| Falcon Lake (en)                   | TAM TX  | 26° 44′ 20″ N, 99° 13′ 48″ O  | 3263           | 35400      | Barrage Falcon                        | Rio Grande                       | 1954  |
| Lac Falls                          | NC      | 36° 01′ 16″ N, 78° 42′ 46″ O  | 1259           | 5020       | Falls Dam                             | Neuse River                      | 1981  |
| Lac Flathead                       | MT      | 47° 54′ 05″ N, 114° 06′ 09″ O | 1501           | 51000      | Kerr Dam (en)                         | Flathead River                   | 1939  |
| Flaming Gorge Reservoir (en)       | UT WY   | 41° 05′ 37″ N, 109° 32′ 40″ O | 4673           | 17000      | Barrage de Flaming Gorge              | Green River                      | 1964  |
| Fort Gibson Lake                   | OK      | 35° 57′ 10″ N, 95° 16′ 24″ O  | 1594           | 8100       | Fort Gibson Dam (en)                  | Neosho River                     | 1949  |
| Fort Peck Lake                     | MT      | 47° 45′ 23″ N, 106° 43′ 28″ O | 23560          | 99000      | Barrage de Fort Peck                  | Missouri                         | 1940  |
| Lac Fontana                        | NC      | 35° 26′ 13″ N, 83° 40′ 44″ O  | 1780           | 4140       | Fontana Dam                           | Little Tennessee River           | 1944  |
| Lac Franklin D. Roosevelt          | WA      | 48° 19′ 53″ N, 118° 10′ 27″ O | 11795          | 32000      | Grand Coulee Dam                      | Columbia River                   | 1942  |
| Grand lac des Cherokees            | OK      | 36° 36′ 49″ N, 94° 50′ 54″ O  | 2062           | 18800      | Pensacola Dam                         | Neosho River                     | 1940  |
| Greers Ferry Lake (en)             | AR      | 35° 31′ 25″ N, 92° 07′ 21″ O  | 3508           | 16400      | Greers Ferry Dam (en)                 | Little Red River (en)            | 1962  |
| Grenada Lake (en)                  | MS      | 33° 49′ 54″ N, 89° 43′ 42″ O  | 3358           | 14500      | Grenada Lake (en)                     | Yalobusha River (en)             | 1954  |
| Guntersville Lake (en)             | AL      | 34° 30′ 38″ N, 86° 09′ 33″ O  | 1257           | 27500      | Guntersville Dam (en)                 | Tennessee River                  | 1939  |
| Hugo Lake (en)                     | OK      | 34° 03′ 52″ N, 95° 24′ 56″ O  | 1572           | 14182      | Hugo Lake Dam                         | Kiamichi River (en)              | 1974  |
| Hungry Horse Reservoir             | MT      | 48° 13′ 32″ N, 113° 47′ 56″ O | 4277           | 9637       | Hungry Horse Dam (en)                 | South Fork Flathead River (en)   | 1953  |
| John H. Kerr Reservoir             | NC VA   | 36° 34′ 23″ N, 78° 29′ 10″ O  | 4149           | 33700      | John H. Kerr Dam                      | Roanoke River                    | 1953  |
| Lac Jordan                         | NC      | 35° 44′ 35″ N, 79° 01′ 36″ O  | 2031           | 12900      | B. Everett Jordan Dam                 | Haw River                        | 1983  |
| Kaw Lake (en)                      | OK      | 36° 46′ 14″ N, 96° 49′ 43″ O  | 1320           | 15000      | Kaw Dam                               | Arkansas River                   | 1976  |
| Lac Kentucky                       | KY TN   | 36° 31′ 26″ N, 88° 02′ 13″ O  | 7560           | 64900      | Kentucky Dam (en)                     | Tennessee River                  | 1944  |
| Keystone Lake (en)                 | OK      | 36° 13′ 50″ N, 96° 17′ 50″ O  | 2143           | 21980      | Keystone Dam                          | Arkansas River                   | 1964  |
| Lake Almanor                       | CA      | 40° 15′ 21″ N, 121° 10′ 08″ O | 1613           | 11400      | Canyon Dam (en)                       | North Fork Feather River (en)    | 1910  |
| Lake Barkley (en)                  | KY TN   | 36° 52′ 14″ N, 87° 59′ 12″ O  | 2568           | 23440      | Barkley Dam (en)                      | Cumberland River                 | 1966  |
| Lake Berryessa                     | CA      | 38° 35′ 25″ N, 122° 13′ 32″ O | 1976           | 8400       | Monticello Dam                        | Putah Creek                      | 1957  |
| Lake Cumberland (en)               | KY      | 36° 55′ 05″ N, 85° 00′ 58″ O  | 7511           | 26520      | Wolf Creek Dam (en)                   | Cumberland River                 | 1951  |
| Lake Elwell (en)                   | MT      | 48° 20′ 43″ N, 111° 15′ 10″ O | 1869           | 6006       | Tiber Dam                             | Marias River                     | 1956  |
| Lake Francis Case (en)             | SD      | 43° 26′ 31″ N, 99° 12′ 33″ O  | 7031           | 41000      | Fort Randall Dam                      | Missouri                         | 1956  |
| Lake Hartwell                      | GA SC   | 34° 29′ 44″ N, 82° 49′ 14″ O  | 4242           | 22640      | Hartwell Dam (en)                     | Savannah River                   | 1962  |
| Lake Jocassee (en)                 | NC SC   | 34° 58′ 52″ N, 82° 56′ 17″ O  | 1462           | 3061       | Jocassee Dam (en)                     | Keowee River (en)                | 1975  |
| Lake Kemp                          | TX      | 33° 45′ 20″ N, 99° 08′ 52″ O  | 1283           | 6730       | Lake Kemp Dam                         | Wichita River (en)               | 1923  |
| Lake Koocanusa (en)                | BC MT   | 48° 49′ 03″ N, 115° 16′ 41″ O | 7240           | 18900      | Libby Dam (en)                        | Kootenai River                   | 1975  |
| Lac Lanier                         | GA      | 34° 14′ 08″ N, 83° 57′ 09″ O  | 3150           | 19094      | Buford Dam                            | Chattahoochee River              | 1956  |
| Lake Livingston                    | TX      | 30° 44′ 39″ N, 95° 08′ 02″ O  | 2634           | 37000      | Livingston Dam                        | Trinity River                    | 1969  |
| Lake Marion                        | SC      | 33° 27′ 23″ N, 80° 19′ 45″ O  | 1517           | 45000      | Santee Dam                            | Santee River                     | 1942  |
| Lake Martin                        | AL      | 32° 51′ 41″ N, 85° 53′ 26″ O  | 2001           | 18000      | Martin Dam (en)                       | Tallapoosa River                 | 1927  |
| Lake McClure (en)                  | CA      | 37° 38′ 22″ N, 120° 16′ 50″ O | 1273           | 2892       | New Exchequer Dam (en)                | Merced River                     | 1967  |
| Lake McConaughy (en)               | NE      | 41° 15′ 38″ N, 101° 50′ 38″ O | 2146           | 14400      | Kingsley Dam (en)                     | N. Platte River                  | 1941  |
| Lake Mead                          | AZ NV   | 36° 08′ 28″ N, 114° 25′ 46″ O | 35703          | 65000      | Hoover Dam                            | Colorado River                   | 1936  |
| Lake Meredith (en)                 | TX      | 35° 38′ 14″ N, 101° 39′ 32″ O | 3003           | 8760       | Sanford Dam                           | Canadian River                   | 1965  |
| Lake Mohave                        | AZ NV   | 35° 24′ 37″ N, 114° 38′ 12″ O | 2243           | 10700      | Davis Dam                             | Colorado River                   | 1951  |
| Lake Moultrie                      | SC      | 33° 18′ 23″ N, 80° 03′ 21″ O  | 1369           | 24000      | Pinopolis Dam (en)                    | Cooper River                     | 1942  |
| Lake Murray (Caroline du Sud) (en) | SC      | 34° 03′ 52″ N, 81° 22′ 07″ O  | 2714           | 20000      | Saluda Dam (en)                       | Saluda                           | 1930  |
| Lake Norman                        | NC      | 35° 31′ 52″ N, 80° 56′ 32″ O  | 1349           | 13160      | Cowans Ford Dam (en)                  | Catawba River                    | 1964  |
| Lake Oahe                          | ND SD   | 45° 17′ 53″ N, 100° 18′ 08″ O | 28987          | 150000     | Oahe Dam                              | Missouri                         | 1962  |
| Lake of the Ozarks                 | MO      | 38° 09′ 40″ N, 92° 47′ 44″ O  | 2455           | 22000      | Bagnell Dam                           | Osage River                      | 1931  |
| Lake Oroville                      | CA      | 39° 34′ 15″ N, 121° 27′ 49″ O | 4364           | 6396       | Oroville Dam                          | Feather River                    | 1968  |
| Lake Ouachita                      | AR      | 34° 35′ 46″ N, 93° 18′ 58″ O  | 3414           | 19500      | Blakely Mountain Dam                  | Ouachita River                   | 1952  |
| Lake Pend Oreille                  | ID      | 48° 08′ 58″ N, 116° 23′ 03″ O | 1422           | 38300      | Albeni Falls Dam (en)                 | Pend Oreille River               | 1951  |
| Lake Pleasant (en)                 | AZ      | 33° 53′ 22″ N, 112° 16′ 52″ O | 1367           | 4870       | New Waddell Dam (en)                  | Agua Fria River (en)             | 1994  |
| Lake Powell                        | AZ UT   | 37° 19′ 15″ N, 110° 47′ 37″ O | 32336          | 66000      | Glen Canyon Dam                       | Colorado River                   | 1966  |
| Lake Ray Roberts (en)              | TX      | 33° 24′ 28″ N, 97° 01′ 30″ O  | 2383           | 11880      | Ray Roberts Dam                       | Elm Fork Trinity River           | 1986  |
| Lake Red Rock                      | IA      | 41° 25′ 49″ N, 93° 09′ 30″ O  | 1771           | 26090      | Red Rock Dam                          | Des Moines River                 | 1969  |
| Lac Sakakawea                      | ND      | 47° 45′ 57″ N, 102° 17′ 17″ O | 29974          | 155000     | Garrison Dam                          | Missouri                         | 1953  |
| Lake Sharpe                        | SD      | 44° 11′ 24″ N, 99° 40′ 54″ O  | 2356           | 23020      | Big Bend Dam                          | Missouri                         | 1966  |
| Lake Strom Thurmond (en)           | GA SC   | 33° 48′ 48″ N, 82° 19′ 01″ O  | 4712           | 28800      | J. Strom Thurmond Dam                 | Savannah River                   | 1954  |
| Lake Tawakoni                      | TX      | 32° 48′ 29″ N, 95° 55′ 14″ O  | 2048           | 14500      | Iron Bridge Dam                       | Sabine River                     | 1960  |
| Lake Texoma                        | OK TX   | 33° 54′ 39″ N, 96° 39′ 06″ O  | 6164           | 36000      | Denison Dam                           | Red River                        | 1943  |
| Lake Travis                        | TX      | 30° 24′ 51″ N, 97° 59′ 28″ O  | 1400           | 7809       | Mansfield Dam                         | Colorado River (Texas)           | 1942  |
| Lake Umatilla (en)                 | OR WA   | 45° 47′ 25″ N, 120° 03′ 22″ O | 3121           | 22000      | John Day Dam                          | Columbia River                   | 1971  |
| Lake Wallula (en)                  | OR WA   | 46° 03′ 28″ N, 118° 56′ 31″ O | 1665           | 15700      | McNary Dam                            | Columbia River                   | 1954  |
| Lake Winnibigoshish (en)           | MN      | 47° 26′ 16″ N, 94° 11′ 40″ O  | 1322           | 27400      | Winnibigoshish Lake Dam               | Mississippi River                | 1884  |
| Lac Leech                          | MN      | 47° 09′ 48″ N, 94° 24′ 37″ O  | 1233           | 41662      | Leech Lake Dam                        | Leech Lake River (en)            | 1885  |
| Lewis Smith Lake (en)              | AL      | 33° 57′ 24″ N, 87° 06′ 36″ O  | 1715           | 8600       | Smith Lake Dam                        | Sipsey Fork                      | 1961  |
| Lewisville Lake (en)               | TX      | 33° 06′ 34″ N, 96° 58′ 17″ O  | 2569           | 9320       | Lewisville Dam                        | Elm Fork Trinity River           | 1955  |
| Mark Twain Lake (en)               | MO      | 39° 39′ 16″ N, 91° 45′ 13″ O  | 2594           | 21500      | Clarence Cannon Dam (en)              | Salt River (Missouri) (en)       | 1983  |
| Lac Milford                        | KS      | 39° 09′ 39″ N, 96° 55′ 12″ O  | 1388           | 13000      | Milford Dam                           | Republican River                 | 1967  |
| Millwood Lake (en)                 | AR      | 33° 44′ 47″ N, 93° 58′ 59″ O  | 2288           | 38500      | Millwood Dam                          | Little River (en)                | 1966  |
| Navajo Lake (en)                   | CO NM   | 36° 53′ 47″ N, 107° 27′ 48″ O | 2108           | 6320       | Navajo Dam                            | San Juan River                   | 1962  |
| Lac New Melones                    | CA      | 37° 59′ 32″ N, 120° 31′ 46″ O | 2985           | 5100       | New Melones Dam                       | Stanislaus River                 | 1979  |
| Norfork Lake                       | AR MO   | 36° 21′ 33″ N, 92° 14′ 01″ O  | 2446           | 8900       | Norfork Dam                           | North Fork River (en)            | 1944  |
| Norris Lake (en)                   | TN      | 36° 17′ 25″ N, 83° 55′ 02″ O  | 2516           | 13800      | Norris Dam                            | Clinch River                     | 1936  |
| Oologah Lake (en)                  | OK      | 35° 32′ 57″ N, 95° 36′ 13″ O  | 1874           | 23000      | Oologah Lake (en)                     | Verdigris River                  | 1963  |
| Owyhee Reservoir (en)              | OR      | 43° 27′ 41″ N, 117° 20′ 13″ O | 1460           | 5500       | Owyhee Dam (en)                       | Owyhee River                     | 1932  |
| Painted Rock Reservoir             | AZ      | 33° 01′ 37″ N, 112° 52′ 00″ O | 3073           | 21500      | Painted Rock Dam (en)                 | Gila River                       | 1960  |
| Palisades Reservoir                | ID WY   | 43° 14′ 31″ N, 111° 07′ 11″ O | 1728           | 6500       | Palisades Dam (en)                    | Snake River                      | 1957  |
| Pathfinder Reservoir (en)          | WY      | 42° 25′ 17″ N, 106° 54′ 48″ O | 1254           | 8900       | Pathfinder Dam (en)                   | N. Platte River                  | 1909  |
| Lac Perry                          | KS      | 39° 10′ 44″ N, 95° 27′ 29″ O  | 1749           | 10275      | Perry Dam                             | Delaware River (Kansas)          | 1966  |
| Lac de Pine Flat                   | CA      | 36° 51′ 39″ N, 119° 17′ 55″ O | 1233           | 2420       | Barrage de Pine Flat                  | Kings River                      | 1954  |
| Quabbin Reservoir                  | MA      | 42° 21′ 39″ N, 72° 18′ 06″ O  | 1571           | 9927       | Winsor Dam (en) , Goodnough Dike (en) | Swift River (en)                 | 1939  |
| Red Lake Reservoir                 | MN      | 48° 04′ 24″ N, 95° 01′ 44″ O  | 4228           | 116810     | Lower Red Lake Dam                    | Red Lake River                   | 1931  |
| Richard B. Russell Lake (en)       | GA SC   | 34° 05′ 09″ N, 82° 38′ 34″ O  | 1836           | 10780      | Richard B. Russell Dam (en)           | Savannah River                   | 1985  |
| Richland-Chambers Reservoir (en)   | TX      | 31° 58′ 46″ N, 96° 11′ 29″ O  | 2150           | 18110      | Richland Creek Dam                    | Richland Creek (Texas) (en)      | 1987  |
| Riffe Lake (en)                    | WA      | 46° 28′ 44″ N, 122° 17′ 41″ O | 2078           | 4790       | Mossyrock Dam (en)                    | Cowlitz River                    | 1968  |
| Lac Ross                           | BC WA   | 48° 51′ 04″ N, 121° 01′ 31″ O | 1770           | 4700       | Ross Dam                              | Skagit River                     | 1949  |
| Sam Rayburn Reservoir              | TX      | 31° 12′ 37″ N, 94° 17′ 04″ O  | 4931           | 46300      | Sam Rayburn Dam                       | Angelina River (en)              | 1965  |
| San Luis Reservoir                 | CA      | 37° 03′ 22″ N, 121° 07′ 12″ O | 2518           | 5100       | San Luis Dam                          | San Luis Creek (Californie) (en) | 1967  |
| Sardis Lake (Mississippi) (en)     | MS      | 34° 29′ 16″ N, 89° 38′ 37″ O  | 1865           | 23700      | Sardis Dam                            | Little Tallahatchie River        | 1940  |
| Seminoe Reservoir                  | WY      | 42° 02′ 07″ N, 106° 50′ 56″ O | 1255           | 8211       | Seminoe Dam (en)                      | N. Platte River                  | 1939  |
| Lac Shasta                         | CA      | 40° 46′ 29″ N, 122° 18′ 01″ O | 5615           | 12040      | Shasta Dam                            | Sacramento River                 | 1945  |
| Smith Mountain Lake                | VA      | 37° 04′ 48″ N, 79° 37′ 15″ O  | 2837           | 8300       | Smith Mountain Dam (en)               | Roanoke River                    | 1963  |
| Stockton Lake (en)                 | MO      | 37° 36′ 43″ N, 93° 46′ 16″ O  | 2065           | 25600      | Stockton Dam                          | Sac River (en)                   | 1969  |
| Strawberry Reservoir (en)          | UT      | 40° 09′ 55″ N, 111° 07′ 32″ O | 1365           | 6946       | Soldier Creek Dam (en)                | Strawberry River (Utah) (en)     | 1974  |
| Table Rock Lake (en)               | AR MO   | 36° 37′ 18″ N, 93° 24′ 28″ O  | 4270           | 21200      | Table Rock Dam                        | White River                      | 1958  |
| Tenkiller Ferry Lake (en)          | OK      | 35° 40′ 02″ N, 94° 58′ 55″ O  | 1518           | 8400       | Tenkiller Ferry Dam                   | Illinois River (Oklahoma) (en)   | 1952  |
| Theodore Roosevelt Lake (en)       | AZ      | 33° 40′ 55″ N, 111° 06′ 49″ O | 3590           | 12900      | Theodore Roosevelt Dam                | Salt River                       | 1911  |
| Toledo Bend Reservoir              | LA TX   | 31° 29′ 18″ N, 93° 43′ 43″ O  | 5517           | 73500      | Toledo Bend Dam                       | Sabine                           | 1966  |
| Truman Reservoir                   | MO      | 38° 15′ 26″ N, 93° 26′ 18″ O  | 6398           | 84700      | Harry S. Truman Dam                   | Osage River                      | 1979  |
| Lac Trinity                        | CA      | 40° 53′ 00″ N, 122° 42′ 26″ O | 3019           | 6691       | Trinity Dam (en)                      | Trinity River (California)       | 1962  |
| Lac Tuttle Creek                   | KS      | 39° 21′ 15″ N, 96° 40′ 36″ O  | 3930           | 21760      | Tuttle Creek Dam                      | Big Blue (Kansas)                | 1962  |
| Lac Wappapello                     | MO      | 36° 56′ 50″ N, 90° 18′ 45″ O  | 1400           | 9400       | Wappapello Dam                        | St. Francis River                | 1941  |
| Watts Bar Lake (en)                | TN      | 36° 46′ 20″ N, 84° 40′ 10″ O  | 1449           | 16000      | Barrage Watts Bar (en)                | Tennessee River                  | 1942  |
| Weiss Lake (en)                    | AL      | 34° 11′ 02″ N, 85° 36′ 12″ O  | 1798           | 12200      | Weiss Dam                             | Coosa River                      | 1961  |
| Lac Wheeler                        | AL      | 34° 42′ 44″ N, 87° 08′ 26″ O  | 1295           | 27200      | Barrage Wheeler (en)                  | Tennessee River                  | 1936  |
| Lac Whitney (en)                   | TX      | 32° 51′ 12″ N, 96° 31′ 14″ O  | 2591           | 24000      | Whitney Lake Dam                      | Brazos River                     | 1951  |
| Wright Patman Lake (en)            | TX      | 33° 16′ 27″ N, 94° 13′ 02″ O  | 3274           | 48400      | Barrage Wright Patman (en)            | Sulphur River (en)               | 1953  |